# Audi in Formula 1
La casa automobilistica tedesca Audi farà il suo debutto in Formula 1 come team e produttore di motori a partire dalla stagione 2026. L'Audi F1 Team sarà costituito tramite l'acquisizione integrale del gruppo Sauber, con i motori sviluppati da Audi Formula Racing GmbH.
Adam Baker sarà l'amministratore delegato, Jonathan Wheatley il team principal e Mattia Binotto il direttore tecnico.

## Storia
Nell'agosto 2022 Audi ha annunciato la sua intenzione di entrare nel campionato di Formula 1 come produttrice di motori a partire dalla stagione 2026. Nell'ottobre dello stesso anno ha confermato la sua partnership con Sauber Motorsport, acquisendo una partecipazione nella società. L'accordo prevede la ridenominazione della squadra e la fornitura dei motori.
Nel giugno 2023, il pilota svizzero Neel Jani è stato nominato pilota di simulatore per la squadra, mentre dal 2025 il tedesco Nico Hülkenberg si unirà alla Sauber con un contratto pluriennale che lo vedrà gareggiare in Formula 1 per Audi a partire dalla stagione 2026. Compagno di squadra di Hülkenberg nel 2025 e 2026 sarà Gabriel Bortoleto, campione della Formula 2 nel 2024.
Il team Audi sarà supportato dalla compagnia petrolifera britannica BP, che fornirà il carburante, e da Castrol, che sarà il fornitore ufficiale di lubrificanti. Entrambi i marchi fungeranno anche da sponsor.
Il 30 luglio 2025 viene annunciato un accordo di sponsorizzazione con Revolut a partire dalla stagione 2026, l'azienda britannica diventerà title sponsor del team tedesco.